# فيسنتي بوباديلا
فيسنتي بوباديلا (بالإسبانية: Vicente Bobadilla)‏ هو لاعب كرة قدم باراغواياني، ولد في 5 أبريل 1938 في كابياتا في باراغواي، وتوفي في 28 يونيو 2012 في باراغواي. شارك مع منتخب باراغواي لكرة القدم. أما مع النوادي، فقد لعب مع أوليمبيا أسونسيون ونادي خنرال دياز ونادي غواراني.